# Іванова Ольга Тимофіївна
Ольга Тимофіївна Іванова (нар.. 11 травня 1944, Хабаровськ) — сучасний російський режисер опери, заслужений діяч мистецтв РФ, лауреат Всеросійської літературно-театральної премії «Кришталева троянда Віктора Розова».

## Життєпис
Ольга Іванова народилася в Хабаровську. Після закінчення Вологодського музичного училища за класом фортепіано вступила до Ленінградської державної консерваторії імені М. А. Римського-Корсакова, де здобула спеціальність режисер музичного театру. Перші театральні враження пов'язані з ім'ям видатного радянського театрального режисера — н. а. СРСР Р. А. Товстоногова. Ще будучи студенткою консерваторії, поставила кілька музичних вистав. Але по-справжньому творчий дебют відбувся в 1974 році в Московському камерному музичному театрі під керівництвом Народного артиста СРСР Б. О. Покровського постановкою опери Дж. Россіні «Шлюбний вексель».
З 1982 по 1992 роки — режисер-постановник Московського академічного музичного театру імені К. С. Станіславського і Вол. В. Немировича-Данченка.
З 1994 по 1999 роки — головний режисер Харківського академічного театру опери і балету.
З 2003 по 2006 роки — головний режисер і художній керівник опери Нижньогородського державного академічного театру опери та балету імені А. С. Пушкіна.
З 2006 року і по теперішній час працює в Московському державному академічному камерному музичному театрі під керівництвом Б. А. Покровського (з 2009 року — МГАКМТ імені Б. А. Покровського) на посаді режисера-постановника (з 2006 по 2009 — помічник Художнього керівника, в 2009 — головний режисер Театру).
З 2012 року викладає на кафедрі оперно-симфонічного диригування Російської академії музики імені Гнесіних «Основи режисури музичного театру», в тому числі для студентів продюсерського факультету академії.
У 2015 році нагороджена Почесною грамотою Президента Російської Федерації.
Лауреатка Всеросійської літературно-театральної премії «Хрустальна роза Віктора Розова».

## Оперні спектаклі різних років
Всього на творчому рахунку режисера близько 100 постановок класичних російських та зарубіжних опер, оперних творів сучасних композиторів, авторських музичних вистав. Серед найбільш значних досягнень — постановки опер:
- М. Сидельников. «Біг». Московський державний академічний камерний музичний театр імені Б. О. Покровського, 2010 рік
- П. І. Чайковський. «Пікова дама». Краснодарський державний музичний театр, 2010 рік
- П. І. Чайковський. «Черевички». Московський державний академічний камерний музичний театр п/у Б. А. Покровського, 2008 рік
- Ш. Чала. «Криваве весілля». Московський державний академічний камерний музичний театр п/у Б. О. Покровського, 2006 рік
- Дм. Шостакович. «Леді Макбет Мценського повіту». Саратовський академічний театр опери та балету, 1996 рік
- М. П. Мусоргський. «Хованщина». Саратовський академічний театр опери та балету, 1996 рік
- В. Белліні. «Пірат». Московський академічний музичний театр імені К. С. Станіславського і Вол. В. Немировича-Данченка, 1989 рік
- М. П. Мусоргський. «Борис Годунов». Московський академічний музичний театр імені К. С. Станіславського і Вол. В. Немировича-Данченка, 1989 рік
- Ст. Шебалін. «Приборкання норовливої». Саратовський державний академічний театр опери і балету імені Н. Р. Чернишевського, 1986 рік
- Б. Брехт, К. Вайль. «Піднесення і падіння міста Махагоні». Саратовський державний академічний театр опери і балету імені Н. Р. Чернишевського, 1984 рік
- С. Слонімський. «Марія Стюарт». Куйбишевський державний театр опери та балету, 1981 рік
- Р. Щедрін. «Не тільки любов». Московський академічний музичний театр імені К. С. Станіславського і Вол. В. Немировича-Данченка, 1981 рік
- Дж. Гершвін. «Поргі і Бесс». Куйбишевський державний театр опери та балету, 1977 рік

## Лібрето
- «Мільйонерка», музична комедія за п'єсою Б. Шоу, Муз. Є. Глібова (перша постановка — Московський державний театр оперети, 1986 рік)
- «Мишоловка», мюзикл по п'єсі А. Крісті, Муз. О. Журбіна (перша постановка — Державний театр опери і балету Республіки Комі, Сиктивкар, 2004 рік)
- «Дика собака Дінго», мюзикл за повістю Р. Фраєрмана, Муз. Є. Фертельмейстера (перша постановка — Омський державний музичний театр, 2007 рік)
- «Добровольці», мюзикл за романом у віршах Е. Долматовського (у співавторстві з А. Бутвиловским), Муз. В. Дубовського (на замовлення Омського державного музичного театру, 2009 рік)
- «Мертві душі», мюзикл за мотивами поеми Н. В. Гоголя (у співавторстві з А. Бутвиловським), Муз. А. Журбіна (перша постановка — Омський державний музичний театр, 2010 рік)
- «Чекай на мене…», музична драма за п'єсою К. Симонова (у співавторстві з А. Бутвиловським) на музику пісень військових років (перша постановка — Нижегородський державний академічний театр опери та балету імені О. С. Пушкіна, 2010 рік)
- «Коко Шанель», опера-мюзикл (у співавторстві з А. Бутвиловським), Муз. Є. Фертельмейстера (перша постановка — Нижньогородський державний академічний театр опери та балету імені О. С. Пушкіна, 2014 рік)